# Italiens MotoGP 2007
Deltävlingen i 3 juni 2007 var ett race som var säsongens sjätte deltävling.

## MotoGP
Efter ett blött kval tog Casey Stoner (Ducati Corse) pole-position med landsmannen Chris Vermeulen (Suzuki) och Valentino Rossi (Yamaha) vid hans sida i första led. Till racet var banan torr och efter tidig ledning av Ducatiförarna Stoner och Loris Capirossi tog Valentino Rossi kommandot. Endast Dani Pedrosa förmådde följa men luckan växte sakta till över en sekund och Rossi kunde gå i mål som segrare i Italiens Grand Prix för sjätte året i rad. Alex Barros tog sig överraskande förbi Stoner och gjorde att Pramacstallet tog en sensationell pallplats.
Racerapport på crash.net

### Resultat
| Plats | Förare            | Märke    | Grid | Kvaltid  |
| ----- | ----------------- | -------- | ---- | -------- |
| 1     | Valentino Rossi   | Yamaha   | 3    | 2.01,695 |
| 2     | Dani Pedrosa      | Honda    | 8    | 2.02,776 |
| 3     | Alex Barros       | Ducati   | 10   | 2.03,025 |
| 4     | Casey Stoner      | Ducati   | 1    | 2.00,359 |
| 5     | John Hopkins      | Suzuki   | 9    | 2.02,932 |
| 6     | Toni Elías        | Honda    | 15   | 2.05,592 |
| 7     | Loris Capirossi   | Ducati   | 5    | 2.01,797 |
| 8     | Chris Vermeulen   | Suzuki   | 2    | 2.01,381 |
| 9     | Marco Melandri    | Honda    | 6    | 2.02,001 |
| 10    | Nicky Hayden      | Honda    | 13   | 2.04,353 |
| 11    | Alex Hofmann      | Ducati   | 11   | 2.03,920 |
| 12    | Colin Edwards     | Yamaha   | 16   | 2.06,254 |
| 13    | Shinya Nakano     | Honda    | 12   | 2.04,185 |
| 14    | Sylvain Guintoli  | Yamaha   | 17   | 2.06,426 |
| 15    | Makoto Tamada     | Yamaha   | 20   | 2.09,080 |
| 16    | Olivier Jacque    | Kawasaki | 4    | 2.01,709 |
| 17    | Kenny Roberts Jr. | KR-Honda | 18   | 2.06,660 |
| 18    | Carlos Checa      | Honda    | 14   | 2.04,971 |
| 19    | Kurtis Roberts    | KR-Honda | 19   | 2.07,571 |
| 20    | Randy de Puniet   | Kawasaki | 7    | 2.02,443 |

### Pole Position och Snabbaste varv
| Pole Position | Tid      | Snabbaste varv | Tid      |
| ------------- | -------- | -------------- | -------- |
| Casey Stoner  | 2.00,359 | Dani Pedrosa   | 1.50,357 |

## 250GP
Segrarde gjorde klassrookien Álvaro Bautista  för Master Aspar Aprilia efter ett dramatiskt sista varv med en hård kamp mellan tre förare, Bautista, Alex de Angelis och VM-ledande Jorge Lorenzo. Efter kontakt mellan Bautista och Lorenzo i en kurva går Lorenzo av banan och omkull på den fuktiga gräset i bankanten, han får dock upp cykel och slutar på åttonde plats. Teamkamraterna Bautista och de Angelis accelererar ikapp ur sista kurvan, Bautista har det bättre drivet och tar segern med knapp marginal.
| Placering | Förare          | Team                 |
| --------- | --------------- | -------------------- |
| 1         | Álvaro Bautista | Master Aspar Aprilia |
| 2         | Alex de Angelis | Master Aspar Aprilia |
| 3         | Héctor Barberá  | Team Toth Aprilia    |

## 125GP
Efter ett tätt race med en klunga på som mest 10 man så var det till slut ändå en klungspurt där 7 man gjorde upp om segern. Héctor Faubel drog det längsta strået strax för landsmannen och teamkamraten Gadea.
| Plats | Förare        | Team                 |
| ----- | ------------- | -------------------- |
| 1     | Héctor Faubel | Master Aspar Aprilia |
| 2     | Sergio Gadea  | Master Aspar Aprilia |
| 3     | Simone Corsi  | Aprilia              |